# San Juan de Viñafrescal
San Juan de Viñafrescal (en catalán y oficialmente Sant Joan de Vinyafrescal) es un pueblo del municipio español de Puebla de Segur, en la provincia de Lérida, municipio en el que se integró a mediados del siglo XIX.

## Situación
Este pueblo está al sur de Puebla de Segur, a 2,2 kilómetros en línea recta al sursudoeste. Se accede desde cerca del punto kilométrico 98 de la carretera C-13, a dos kilómetros de la villa de Puebla de Segur, de donde sale hacia poniente una carretera local que desde Casa Guitarra, a ras de carretera, conduce a San Juan de Viñafrescal en unos 650 metros de subida de más de 30 metros de desnivel. El pueblo está en una cuesta que domina el sector sur del término de Puebla de Segur.

## Toponimia
San Juan de Viñafrescal es un topónimo compuesto y, por tanto, hay que explicar componente por componente. La primera parte, San Juan, se refiere al patrón de la parroquia del lugar. El segundo, Viñafrescal es, por su parte, también compuesto. Su primer elemento, la palabra viña viene de esta palabra común del catalán, con el mismo significado actual. Es, por tanto, emparentada con uno de los antiguos cultivos más abundantes en la comarca, y que ha dado muchos otros topónimos pallareses. El segundo, fresco, que la etimología popular asocia con el adjetivo fresco, en realidad viene del latín fiscalis, con el mismo significado que la palabra catalana actual que proviene. Viñafrescal sería, pues, la viña del Fiscal o la viña del impuesto. Joan Coromines lo deja bien claro al establecer su etimología (op. cit.).

## Historia
San Juan de Viñafrescal había pertenecido a la jurisdicción del monasterio de Santa María de Gerri. En 1718 se contaban 9 casas y 31 habitantes.
En el Diccionario geográfico... de Pascual Madoz hay una entrada para Viñafrescal, San Juan de. Dice:

que es un agregado del distrito municipal de La Puebla de Segur, y está situado en la vertiente sureste de una colina, en una posición muy ventilada. Hace constar que la población antiguamente sufría de tercianas, pero que habían desaparecido desde unos años antes. Constaba de diez casas, todas agrupadas, salvo una, que estaba a 300 pasos al sur. La iglesia estaba dedicada a san Juan Evangelista, y había un cementerio inmediato al pueblo. El agua se proveía mediante una acequia de riego con agua captada en el Flamisell, de la que los vecinos sacaban el agua para su uso. Además, por levante y mediodía del pueblo pasaban dos barrancos que llevaban agua sólo cuando llovía. El terreno era llano, roto por los barrancos, de calidad media y en parte de regadío. Se producía vino, como cosecha principal, que servía para exportar a Sort y Viella, trigo, legumbres, patatas y hortalizas. Formaban el pueblo 4 vecinos (cabezas de familia) y 38 almas (habitantes).

En 1970 había 104 habitantes, en 1981, 75, y en 2005, 63.

## Patrimonio
La iglesia del pueblo, de origen románico pero muy transformada, está dedicada a San Juan. Es iglesia parroquial, aunque actualmente está agrupada en la parroquia de la Virgen de la Ribera de Puebla de Segur.

## Las casas del pueblo

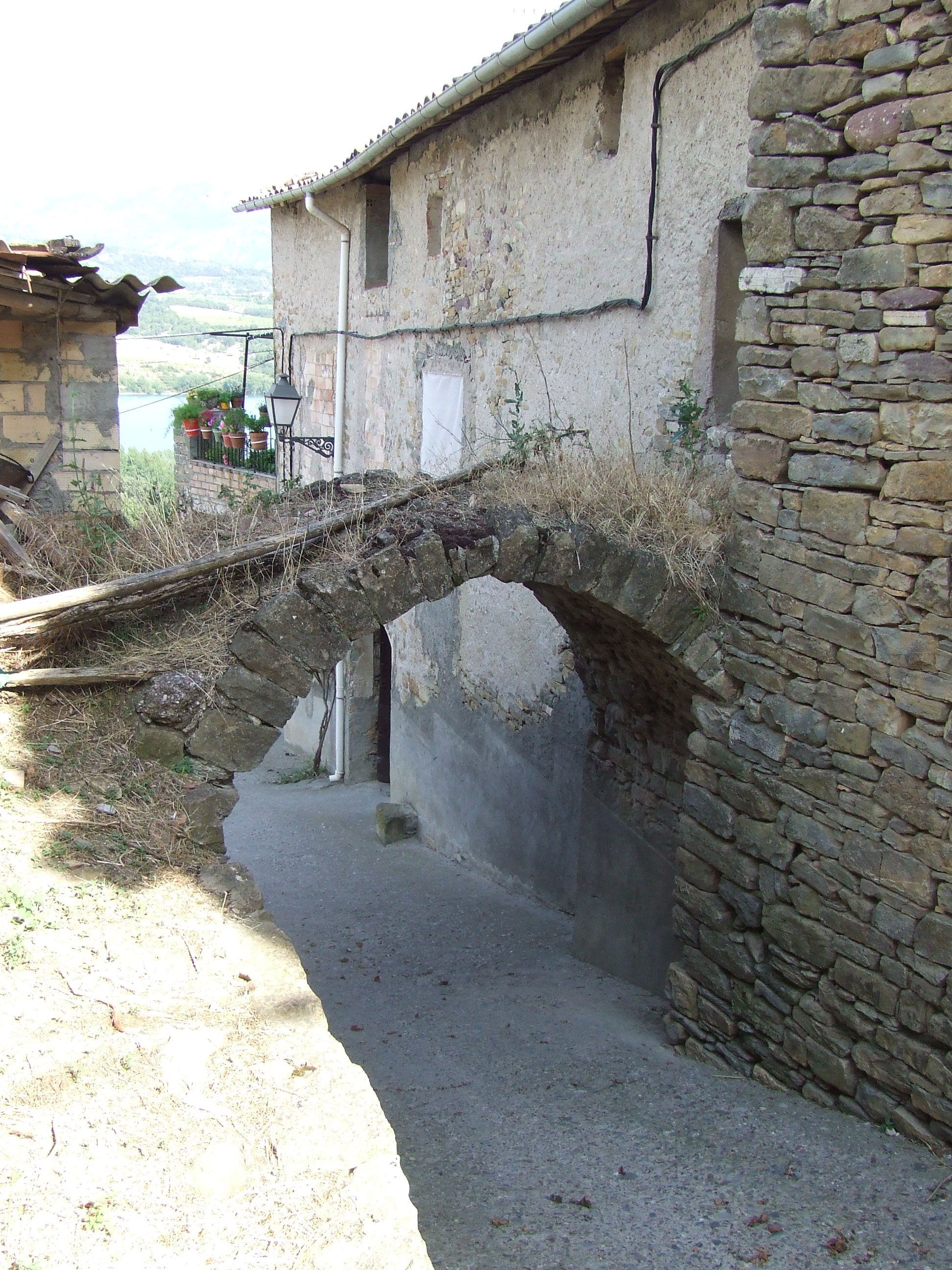
Arco del extremo norte de la población de San Juan de Viñafrescal.

Joan Bellmunt (op. cit.) hizo una recopilación de las casas del pueblo, con los nombres populares con que se las conocía: cal Batlle, cal Caracol, casa Cilia, casa Contra, cal Gassol, casa Guitarra, ca l'Hereu, casa Madó, cal Miquel, cal Panet, casa Pau, cal Quimet, casa Rosor, casa Taló, casa Tarraquet, cal Teuler, cal Torrodà y casa Violí.

## Las partidas del término
El mismo Bellmunt recoge también las partidas pertenecientes al pueblo de San Juan de Viñafrescal: Aubaga, Bancalada, Barranc del Solà, Capsor, Colomina, Comú, Costa, la Crua, Estrada, Ginjoli, Guitarra, Macaleu, Mossèn Blasi, Oliverada, Pla de Sanaüja, Pla de Sidi, Plans, Rengar, Salaneta, Santa Llúcia, Sant Antoni, Segalins, Sindreu, Tallades de Matacabrits, Torrents y Tros Gran.

## Festividades
- 23 de junio – Verbena de San Juan
- 1.er sábado de septiembre – Fiesta Mayor